# Roland Garros 1990
De 89e editie van het Franse grandslamtoernooi, Roland Garros 1990, werd gehouden van maandag 28 mei tot en met zondag 10 juni 1990. Voor de vrouwen was het de 83e editie. Het toernooi werd gespeeld in het Roland-Garrosstadion in het 16e arrondissement van Parijs.

## Belangrijkste uitslagen
Mannenenkelspel

Finale: Andrés Gómez (Ecuador) won van Andre Agassi (VS) met 6–3, 2–6, 6–4, 6–4
Vrouwenenkelspel

Finale: Monica Seles (Joegoslavië) won van Steffi Graf (West-Duitsland) met 7–66, 6–4
Mannendubbelspel

Finale: Sergio Casal (Spanje) en Emilio Sánchez Vicario (Spanje) wonnen van Goran Ivanišević (Joegoslavië) en Petr Korda (Tsjecho-Slowakije) met 7–5, 6–3
Vrouwendubbelspel

Finale: Jana Novotná (Tsjecho-Slowakije) en Helena Suková (Tsjecho-Slowakije) wonnen van Larisa Savtsjenko (Sovjet-Unie) en Natallja Zverava (Sovjet-Unie) met 6–4, 7–5
Gemengd dubbelspel

Finale: Arantxa Sánchez Vicario (Spanje) en Jorge Lozano (Mexico) wonnen van Nicole Provis (Australië) en Danie Visser (Zuid-Afrika) met 7–64, 7–64
Meisjesenkelspel

Finale: Magdalena Maleeva (Bulgarije) won van Tatiana Ignatieva (Sovjet-Unie) met 6-2, 6-3
Meisjesdubbelspel

Finale: Ruxandra Dragomir (Roemenië) en Irina Spîrlea (Roemenië) wonnen van Tatiana Ignatieva (Sovjet-Unie) en Iryna Soechova (Sovjet-Unie) met 6-3, 6-1
Jongensenkelspel

Finale: Andrea Gaudenzi (Italië) won van Thomas Enqvist (Zweden) met 2-6, 7-6, 6-4
Jongensdubbelspel

Finale: Sébastien Leblanc (Canada) en Sébastien Lareau (Canada) wonnen van Clinton Marsh (Zuid-Afrika) en Marcos Ondruska (Zuid-Afrika) met 7-6, 6-7, 9-7
1891 · 1892 · 1893 · 1894 · 1895 · 1896 · 1897 · 1898 · 1899 · 1900 · 1901 · 1902 · 1903 · 1904 · 1905 · 1906 · 1907 · 1908 · 1909 · 1910 · 1911 · 1912 · 1913 · 1914 · 1915–1919 · 1920 · 1921 · 1922 · 1923 · 1924 · 1925 · 1926 · 1927 · 1928 · 1929 · 1930 · 1931 · 1932 · 1933 · 1934 · 1935 · 1936 · 1937 · 1938 · 1939 · 1940–1945 · 1946 · 1947 · 1948 · 1949 · 1950 · 1951 · 1952 · 1953 · 1954 · 1955 · 1956 · 1957 · 1958 · 1959 · 1960 · 1961 · 1962 · 1963 · 1964 · 1965 · 1966 · 1967
↓ open tijdperk ↓
1968 (m-v-md-vd-gd) · 1969 (m-v-md-vd-gd) · 1970 (m-v-md-vd-gd) · 1971 (m-v-md-vd-gd) · 1972 (m-v-md-vd-gd) · 1973 (m-v-md-vd-gd) · 1974 (m-v-md-vd-gd) · 1975 (m-v-md-vd-gd) · 1976 (m-v-md-vd-gd) · 1977 (m-v-md-vd-gd) · 1978 (m-v-md-vd-gd) · 1979 (m-v-md-vd-gd) · 1980 (m-v-md-vd-gd) · 1981 (m-v-md-vd-gd) · 1982 (m-v-md-vd-gd) · 1983 (m-v-md-vd-gd) · 1984 (m-v-md-vd-gd) · 1985 (m-v-md-vd-gd) · 1986 (m-v-md-vd-gd) · 1987 (m-v-md-vd-gd) · 1988 (m-v-md-vd-gd) · 1989 (m-v-md-vd-gd) · 1990 (m-v-md-vd-gd) · 1991 (m-v-md-vd-gd) · 1992 (m-v-md-vd-gd) · 1993 (m-v-md-vd-gd) · 1994 (m-v-md-vd-gd) · 1995 (m-v-md-vd-gd) · 1996 (m-v-md-vd-gd) · 1997 (m-v-md-vd-gd) · 1998 (m-v-md-vd-gd) · 1999 (m-v-md-vd-gd) · 2000 (m-v-md-vd-gd) · 2001 (m-v-md-vd-gd) · 2002 (m-v-md-vd-gd) · 2003 (m-v-md-vd-gd) · 2004 (m-v-md-vd-gd) · 2005 (m-v-md-vd-gd) · 2006 (m-v-md-vd-gd) · 2007 (m-v-md-vd-gd) · 2008 (m-v-md-vd-gd) · 2009 (m-v-md-vd-gd) · 2010 (m-v-md-vd-gd) · 2011 (m-v-md-vd-gd) · 2012 (m-v-md-vd-gd) · 2013 (m-v-md-vd-gd) · 2014 (m-v-md-vd-gd) · 2015 (m-v-md-vd-gd) · 2016 (m-v-md-vd-gd) · 2017 (m-v-md-vd-gd) · 2018 (m-v-md-vd-gd) · 2019 (m-v-md-vd-gd) · 2020 (m-v-md-vd) · 2021 (m-v-md-vd-gd) · 2022 (m-v-md-vd-gd) · 2023 (m-v-md-vd-gd) · 2024 (m-v-md-vd-gd)
Lijst van Roland Garroswinnaars